# Heilige Maagd Maria van de berg Karmel

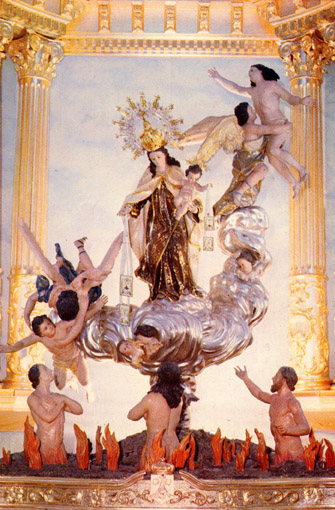
Heilige Maagd Maria van de berg Karmel bij het Vagevuur. XVIII, Beniaján (Spanje)

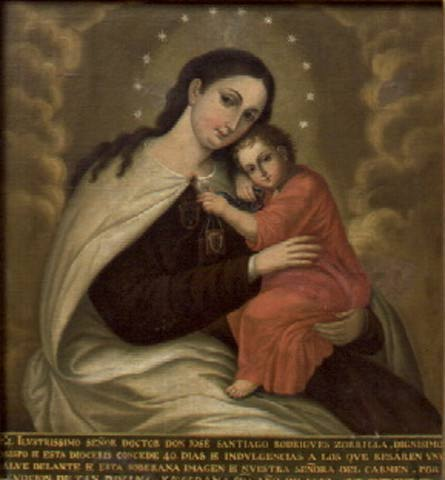
Schilderij van Onze Lieve Vrouwe van de berg Karmel

Het feest van de Heilige Maagd Maria van de berg Karmel valt op 16 juli.
De berg Karmel in het Heilige Land wordt in de Bijbel genoemd als de plek waar Elia streed tegen de profeten van de afgod Baäl.
In de twaalfde eeuw lieten kluizenaars zich door het geloof van de profeet Elia inspireren en vestigden zich op de berg Karmel, onder bescherming van de Heilige Maagd. Zij legden de basis voor de latere ordes van de karmelieten en karmelietessen.
De heilige karmeliet Simon Stock kreeg in de nacht van 15 op 16 juli 1251 in Cambridge een verschijning van de Heilige Maagd Maria. Zij gaf hem een scapulier. Maria beloofde bijzondere zegen voor allen die in de loop der eeuwen haar scapulier zouden dragen. De Kerk heeft plechtig en herhaaldelijk deze Mariadevotie, ontstaan in Engeland, goedgekeurd, zodat de pausen aan allen die het scapulier van Onze Lieve Vrouw van de berg Karmel dragen talrijke geestelijke voorrechten hebben verleend.
In 1386 werd 16 juli voor de karmelieten een belangrijke feestdag. Sinds 1726 staat deze vrije gedachtenis op de liturgische kalender van de Rooms-Katholieke Kerk.
Onze Lieve Vrouw van de Berg Karmel is de patrones van de zeelieden. Zij is de veilige haven, waarin wij onze toevlucht moeten nemen te midden van alle stormen van het leven.

## Kapel/kerk
Een kapel of kerk gewijd aan de Heilige Maagd Maria van de berg Karmel zijn:

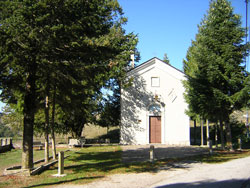
Heilige Maagd Maria van de berg Karmel Acquafondata Italia

- Leenderkapel, kapel in Schaesberg, Nederland
- Onze-Lieve-Vrouw-van-de-berg-Karmelkerk, kerk in Schaesberg, Nederland
- In Gżira en Xlendi, Malta
- Basiliek Santa Maria del Carmine, Florence, Italië
- Heiligdom van Heilige Maagd Maria van de berg Karmel van Acquafondata Italië
- kerk in Groot Kwartier in  Curaçao (Birgen del Carmen)

## Overig
- De meisjesnaam Carmen is afkomstig van Maria van de berg Karmel. In landen waar de naamdag wordt gevierd in plaats van de verjaardag, wordt de naamdag dan ook op 16 juli gevierd. (Maria Carmen)
- Orde van Onze-Lieve-Vrouwe van de Berg Karmel
- Puerto del Carmen op Lanzarote is genoemd naar de Heilige Maagd Maria van de berg Karmel